# Фрайнсхайм
Фрайнсхайм (нем. Freinsheim) — город в Германии, в земле Рейнланд-Пфальц.
Входит в состав района Бад-Дюркхайм. Подчиняется управлению Фрайнсхайм. Население составляет 5012 человек (на 31 декабря 2010 года). Занимает площадь 13,61 км². Официальный код — 07 3 32 019.

## Достопримечательности

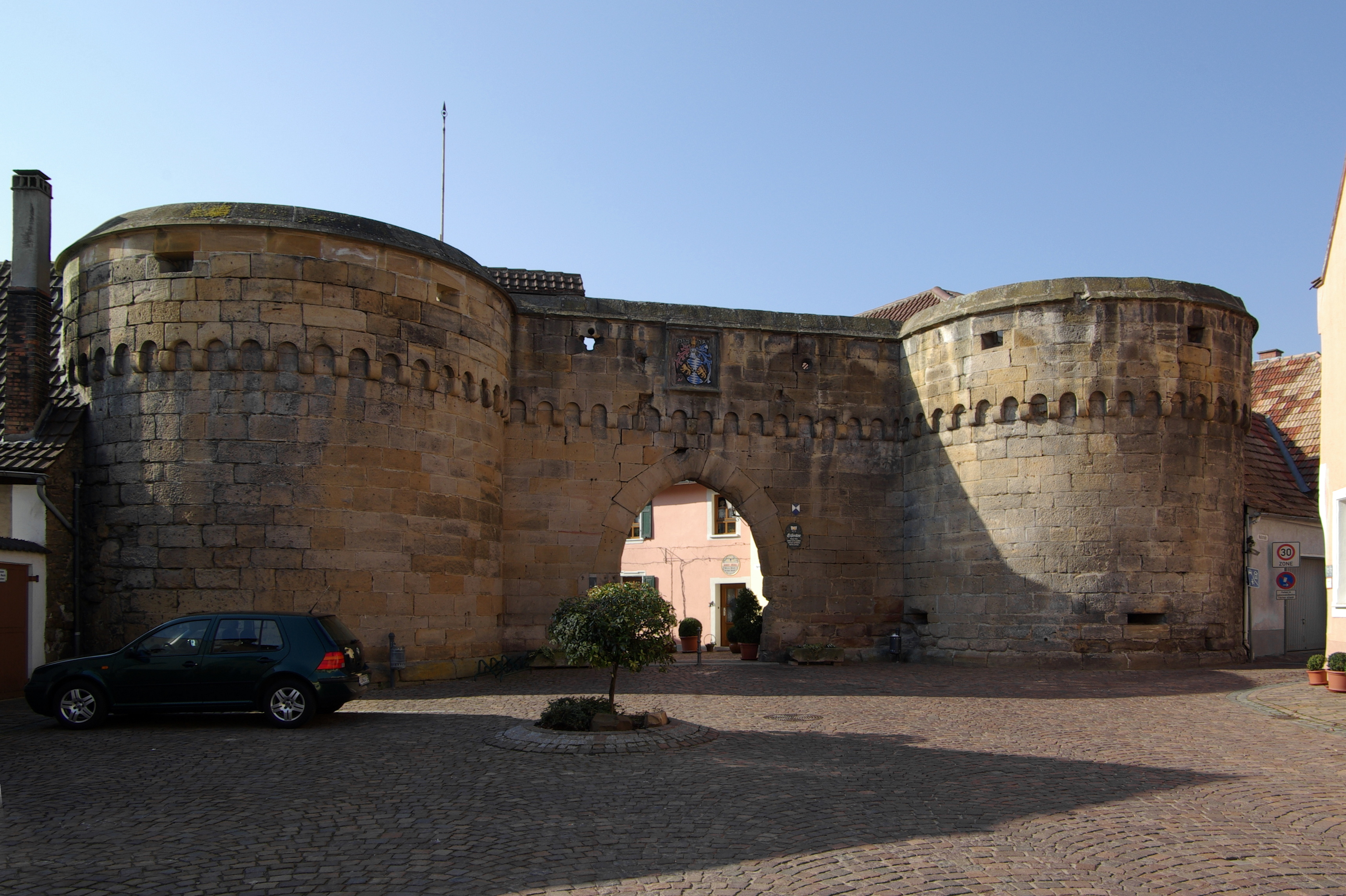
Фрайнсхайм, железные ворота на городской стене

### Музеи
- Фрайнсхаймский музей истории игрушек
- Фрайнсхаймский ремесленный музей